# Černýšovice
Černýšovice település Csehországban, a Tábori járásban. Černýšovice Sudoměřice u Bechyně, Bechyně, Dobronice u Bechyně és Malšice településekkel határos. Lakosainak száma 85 fő (2024. január 1.).

## Népesség
A település lakosságának változását az alábbi diagram mutatja:
| Lakosok száma | 639  | 577  | 459  | 287  | 129  | 86   | 78   | 81   | 88   | 85   |
|               | 1869 | 1890 | 1921 | 1950 | 1980 | 2001 | 2017 | 2019 | 2022 | 2024 |